# Шёнеман, Иоганн Фридрих
Иоганн Фридрих Шёнеман (нем. Johann Friedrich Schönemann; 21 октября 1704, Кроссен-на-Одере, ныне Кросно-Оджаньске, Польша — 16 марта 1782, Шверин) — немецкий драматический актёр, театральный режиссёр

 и театральный деятель.
Потерял родителей в детстве и был воспитан родственниками в Берлине. Его дебют на сцене, ставший успешным, состоялся в 1724 году в Ганновере. В 1730 году присоединился к труппе Каролины Нойбер. В 1739—1750 годах был директором собственной драматической труппы, игравшей во многих городах Германии (Люнебург, Лейпциг, Гамбург, Бреслау, Берлин, Брауншвейг), а в 1750—1756 годах — директором придворного театра в Шверине у Кристиана Людвига, в 1753 году основав в этом городе театральную академию. В 1756 году, когда к власти пришёл Фридрих Мекленбургский, оставил Шверин и вновь стал актёром, играя в основном в Гамбурге. Уже в 1757 году, однако, решил уйти в отставку со сцены и вернулся в Шверин, где прожил до конца жизни.
Он был известным исполнителем комических ролей, но главным образом приобрёл известность как директор театра, много сделавший для театрального дела и способствовавший развитию таких направлений, как комическая опера и музыкальная комедия.